# 라스피에드라스
라스피에드라스(스페인어: Las Piedras)는 우루과이 남부에 위치한 카넬로네스주의 도시이다. 인구는 69,222명이며 우루과이에서 5번째로 인구가 많은 도시이다.

## 같이 보기
- 우루과이의 역사